# Triangel (Heraldik)

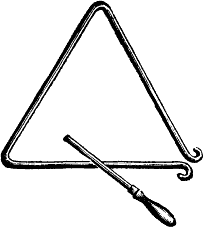
Musikinstrument

Triangel im Wappen von Buhl (Haut-Rhin)

Dreieck im Wappen von Naturns (Südtirol)

Die Triangel hat in der Heraldik als Wappenfigur zwei Formen.
Einmal wird das Musikinstrument gleichen Namens im Wappen dargestellt. Dazu wird das Instrument als ein nicht geschlossenes oft gleichseitiges Dreieck mit einem Triangelschlägel im Wappen gezeigt. Als gebräuchlichste Tingierung  sind die heraldischen Metalle Silber oder Gold vorherrschend. Man beschreibt die Triangel auch als Musikinstrument.
Die zweite Darstellungsmöglichkeit der Triangel ist eines oder mehrere gleichseitige Dreiecke im Wappen nach den heraldischen Regeln (Beispiele:. 2:1 oder 1:2, balken- oder pfahlweis) zu stellen. Der wichtigste Unterschied zu den Spickeln ist ein paralleler Dreieckdurchbruch, so dass die Schildfarbe wieder sichtbar ist. Die Schenkelbreiten der Triangel sind der Größe der Wappenfigur anzupassen. Bei schmalen oder breiten Schenkeln ist in der Wappenbeschreibung hinzuweisen. Normale Stellung ist eine Spitze zum Schildhaupt gerichtet. Zum Schildfuß gerichtete Figur ist als gestürzt zu beschreiben. Andere Lagen im Wappen (Flanke) sind möglich. Als Tinkturen sind alle heraldische Farben erlaubt, aber im Wappen oder Feld sollte es einheitlich sein. Berührt die Triangel die Schildränder wird sie zum Heroldsbild und bedarf der Erwähnung. Andere Wappenfiguren auf den Schenkeln oder innerhalb der Triangel ist höchst unwahrscheinlich.
Stellungen im Wappen die einem gleichseitigen Dreiecke folgen, werden als triangelförmig blasoniert.
Bei einem Triangelkreuz und Triangelschrägkreuz enden die Kreuzarme in angesetzten Dreiecken, sind aber oft nicht durchbrochen.
Ein besonderes Wappenbild ist der Lilientriangel. Hier sind drei Lilien durch eine Dreiecksform verbunden und stehen in den zwei Möglichkeiten 2:1 oder 1:2 im Schild. Ein Beispiel ist das Wappen der Nützel von Sündersbühl. Im gevierten Schild ist diese Figur im Feld eins und vier. Im Wappen des fränkischen Adelsgeschlecht Eberstein ist in Blau ein silberner Lilientriangel.

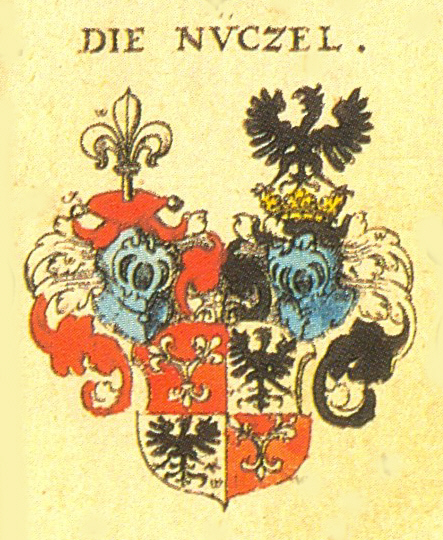
Wappen der Nützel
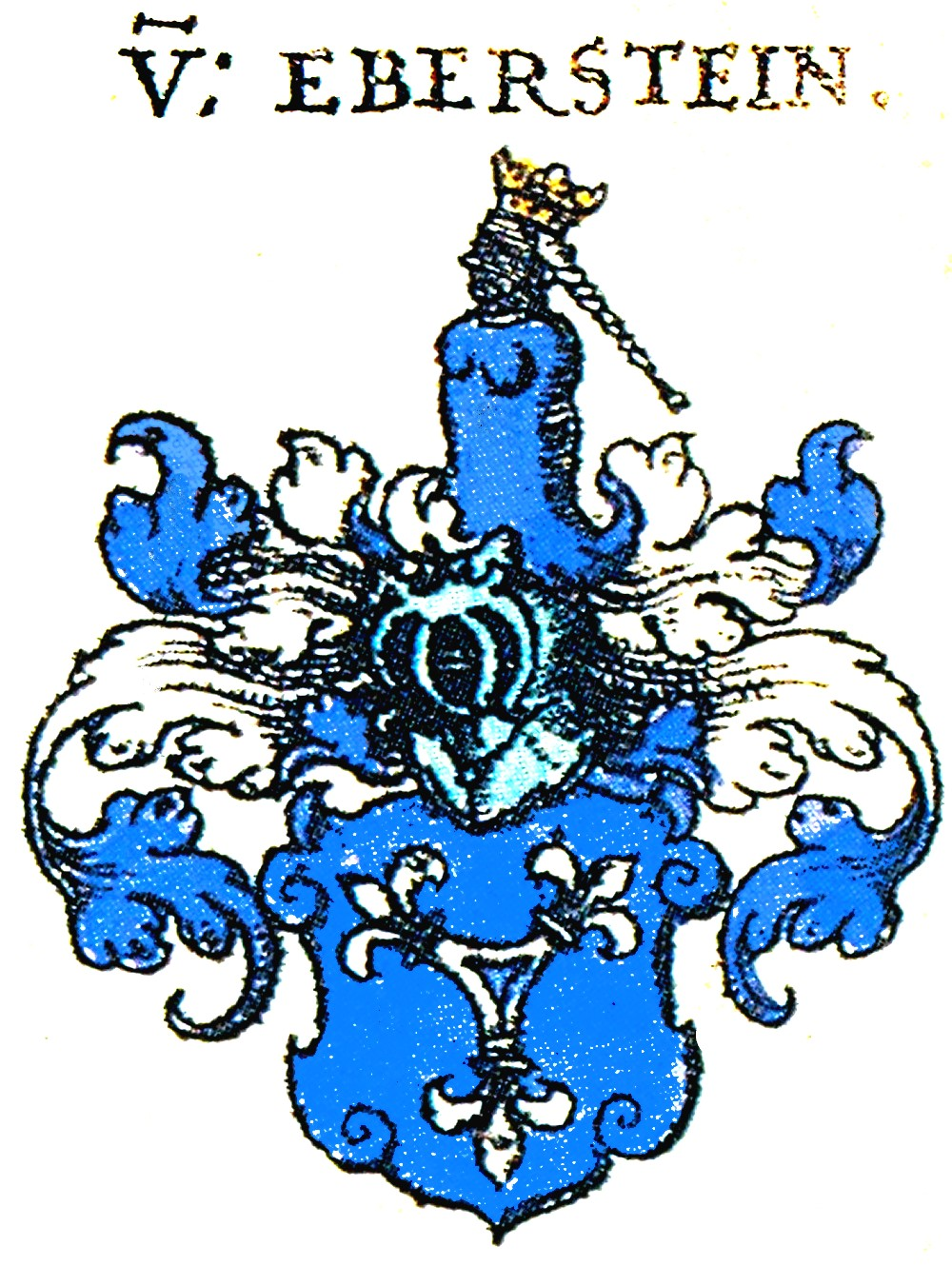
Eberstein (fränkisches Adelsgeschlecht)
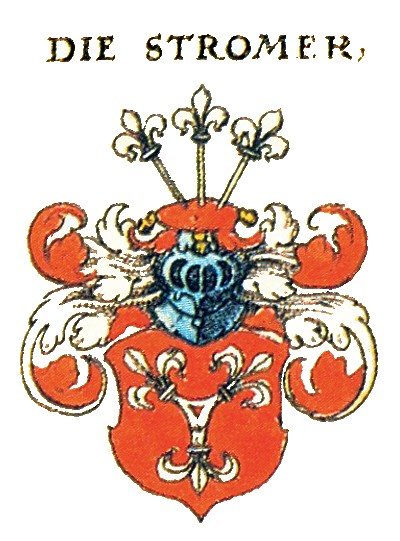
Das Wappen der Stromer